# Ковалёв, Владислав Владимирович
Владислав Владимирович Ковалёв (бел. Уладзіслаў Уладзіміравіч Кавалёў, род. 6 января 1994, Минск) — белорусский шахматист, гроссмейстер (2013). С июля 2021 года выступает под флагом ФИДЕ.

## Биография
Знакомство с шахматами состоялось в 7 лет благодаря бабушке, которая, заметив способности внука, привела его в Республиканский центр олимпийской подготовки по шахматам. Первые тренера — Волков Игорь Васильевич и Судников Леонид Николаевич. С 2005 по 2013 г — Мерибанов Симеон Эдуардович.
В 2021 году уехал из Белоруссии в Россию. В 2022 году переехал в Грузию.

## Спортивные достижения
Семикратный чемпион и неоднократный призёр Белоруссии среди юношей в разных возрастах. Трижды побеждал на первенстве Белоруссии до 20 лет в возрасте 15 лет (2009), 17 лет (2011) и 18 лет (2012). Многократный чемпион Белоруссии по быстрым шахматам среди юношей. В 2005 году в 11-летнем возрасте поделил 1-2 место на Кубке Белоруссии по быстрым шахматам среди мужчин.
Дважды участвовал в престижном международном юношеском турнире «Юные звёзды мира» в городе Кириши (РФ) в 2008—2009 гг.
Участник Всемирных шахматных Олимпиад в Стамбуле (2012) , Тромсё (2014), Баку (2016)  и Батуми (2018) в составе сборной Белоруссии, командных чемпионатов Европы 2013 г. (Варшава), 2017 г. (Крит) и мира 2017 г. (Ханты-Мансийск),  Чемпион Республики Беларусь в 2016 г.
Мастер спорта международного класса Республики Беларусь. Стипендиат Президентского спортивного  клуба (2009-2015 гг).
В январе стало известно, что Ковалёв уехал из Беларуси в Россию. Но в конце того же года снова переехал, теперь в Грузию.. В июле 2021 года перестал выступать под флагом Белоруссии. В настоящее время играет под флагом ФИДЕ. До этого в 2020 году он подписал письмо спортсменов с требованиями к власти, после чего был уволен из Республиканского центра олимпийской подготовки, а также в знак протеста против нарушения конституционных прав отказался играть в чемпионате страны. 
| Год  | Место проведения         | Турнир                                                         | Результат | Место                    |
| ---- | ------------------------ | -------------------------------------------------------------- | --------- | ------------------------ |
| 2008 | Герцег Нови (Черногория) | Чемпионат Европы среди юношей до 14 лет                        | 7 из 9    | 2                        |
|      | Герцег Нови              | Чемпионат Европы по блицу среди юношей до 14 лет               | 6 из 9    | 3                        |
| 2010 | Батуми (Грузия)          | Чемпионат Европы среди юношей до 16 лет                        | 6½ из 9   | 3                        |
| 2011 | Минск (Белоруссия)       | Мемориал Давида Бронштейна по быстрым шахматам                 | 9½ из 10  | 1                        |
|      | Ченнай (Индия)           | Чемпионат Мира среди юниоров                                   | 8½ из 13  | 10                       |
|      | Друскининкай (Литва)     | Чемпионат Европы по быстрым шахматам среди юношей до 18 лет    | 6 из 7    | 1                        |
| 2012 | Минск                    | Высшая лига Чемпионата Белоруссии                              | 7½ из 11  | 3                        |
|      | Варшава (Польша)         | Чемпионат Европы по быстрым шахматам среди мужчин              | 9 из 11   | 1 (до 18 лет) 12 (общее) |
| 2013 | Минск                    | Высшая лига Чемпионата Белоруссии                              | 7½ из 10  | 2                        |
|      | Вильянди (Эстония)       | 47-й Мемориал Ильмара Рауда                                    | 7 из 9    | 1                        |
|      | Родос (Греция)           | Кубок европейских клубов (в составе команды "Минск" 2-я доска) | 6 из 7    | 2                        |
| 2014 | Бильбао (Испания)        | Кубок европейских клубов (в составе команды "Минск" 3-я доска) | 5½ из 7   | 3                        |
|      | Вроцлав (Польша)         | Чемпионат Европы по рапиду                                     | 9½ из 11  | 1-4                      |
| 2015 | Москва (Россия)          | Аэрофлот Опен турнир "В"                                       | 6½ из 9   | 1-2                      |
|      | Минск                    | Минск опен                                                     | 7½ из 9   | 1-2                      |
| 2016 | Минск                    | Высшая лига Чемпионата Белоруссии                              | 9½ из 13  | 1                        |
| 2017 | Москва                   | Аэрофлот Опен турнир "A"                                       | 6½ из 9   | 3                        |
| 2018 | Москва                   | Аэрофлот Опен 2018                                             | 7 из 9    | 1                        |
|      | Дортмунд (Германия)      | Дортмунд 2018 (шахматный турнир)                               | 4 из 7    | 3                        |

## Изменения рейтинга
| Графики недоступны из-за технических проблем. См. информацию на Фабрикаторе и на mediawiki.org. |